# Spada a lingua da presa
La spada a lingua da presa (in tedesco Griffzungenschwert) è un tipo di spada diffusasi durante la fase finale dell'età del bronzo in Europa e nel vicino Oriente. Il termine venne coniato da Julius Naue e in suo onore questo tipologia di spada è chiamata anche Naue I e II.

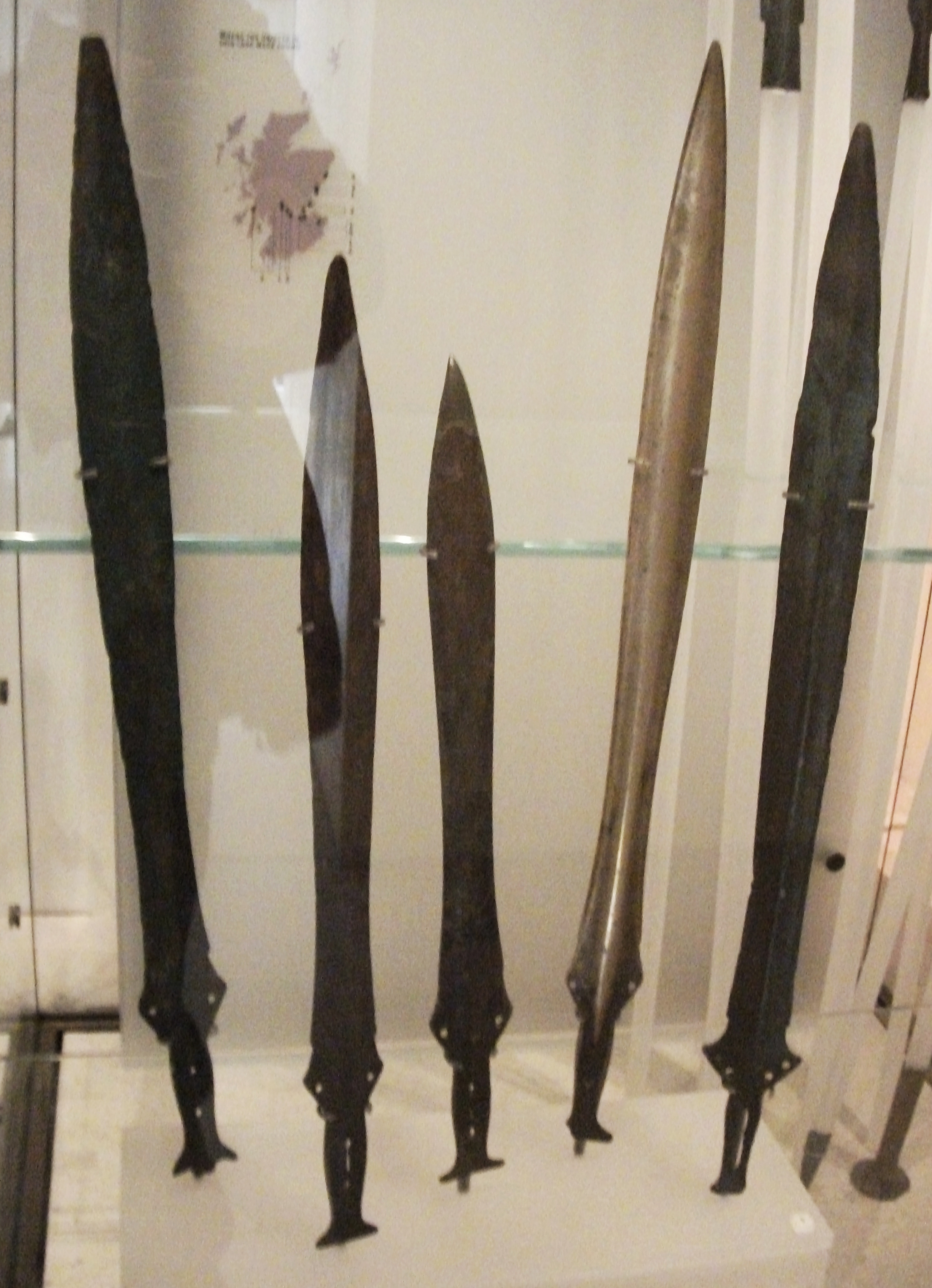
Spade Naue II, Museum of Scotland